# Opération Flagship

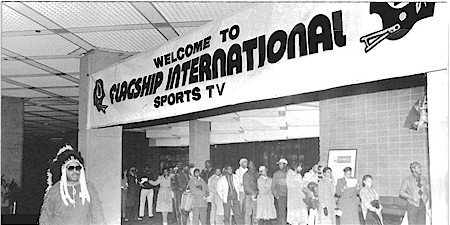
Bannière accueillant les fugitifs au centre de convention. L'homme portant une coiffe est un marshal adjoint déguisé.

L'opération Flagship, en français : opération Navire amiral, est une opération sous couverture organisée conjointement par l'United States Marshals Service et le Metropolitan Police Department à Washington, D.C., qui aboutit le 15 décembre 1985 à l'arrestation de 101 fugitifs recherchés.
Les fugitifs se rendent volontairement au Washington Convention Center (en), en réponse à une invitation envoyée par une société de télévision fictive, pour réclamer deux billets gratuits pour assister au match de football américain à domicile des Washington Redskins (en) contre les Cincinnati Bengals (en) et pour avoir une chance de gagner des billets pour le Super Bowl XX. Au total, 166 marshals et officiers de police participent à l'opération, le personnel sous couverture se faisant passer pour des huissiers en smoking, des pom-pom girls, des maîtres de cérémonie, des traiteurs, des mascottes et du personnel d'entretien.
L'opération est saluée comme l'une des plus importantes et des plus réussies arrestations massives de fugitifs par les forces de l'ordre américaines,,. L'opération inspire le film américain Trap de M. Night Shyamalan.

## Contexte
De 1981 à 1986, l'U.S. Marshals Service mène une série de neuf opérations appelées Fugitive Investigative Strike Team (en) (FIST) (en français : Équipe d'intervention pour les enquêtes sur les fugitifs), dans le but de capturer des milliers de fugitifs recherchés aux États-Unis.
L'une des tactiques utilisées par les U.S. Marshals pour attirer les fugitifs consiste à mettre en place des programmes de type get-something-for-nothing (obtenir quelque chose pour rien) qui sont souvent couronnés de succès. Cela est démontré en 1984 lorsque les U.S. Marshals lancent FIST VII, une opération de grande envergure qui s'étend sur deux mois et huit États et qui aboutit à l'arrestation de 3 300 fugitifs.
À New York, les fugitifs reçoivent un avis du service fictif de livraison du pont de Brooklyn pour récupérer leurs colis « de valeur ». À Buffalo, des fugitifs sont informés qu'ils ont gagné entre 250 et 10 000 dollars à une loterie. À Hartford, dans le Connecticut, de jeunes fugitifs sont informés qu'ils ont gagné deux billets gratuits pour un concert de Boy George, ainsi qu'un dîner pour deux personnes et l'utilisation d'une limousine. Dans tous les cas, les fugitifs sont arrêtés lorsqu'ils tentent de réclamer leurs colis ou leurs prix aux endroits spécifiés. Pour les marshals, l'arrestation des fugitifs en dehors de leur domicile est beaucoup plus sûre, car ils sont souvent pris sans arme et par surprise.
Au moins la moitié des 3 300 fugitifs arrêtés dans le cadre de FIST VII ont ensuite été libérés sous caution.